# Rossbach, Österrike
Rossbach är en ort och kommun  i Österrike. Den ligger i distriktet Braunau am Inn i förbundslandet Oberösterreich, 230 kilometer väster om huvudstaden Wien. 
Kommunen består av 22 orter (Ortschaften) (inom parentes invånarantal 1 januari 2024):

- Bruckwies (11)
- Buch (43)
- Edt (133)
- Fraham (94)
- Frieseneck (10)
- Grünau (21)
- Gschaidt (42)
- Hinteredt (21)
- Hofing (29)
- Hub (24)
- Jaiding (50)
- Krottenthal (2)
- Parschalling (10)
- Rödham (29)
- Roßbach (260)
- Schiefeck (23)
- Schwathof (11)
- Thal (15)
- Ursprung (16)
- Wesen (27)
- Wolfeck (10)
- Zechleiten (7)